# Pepolino und der Schatz der Meerjungfrau
Pepolino und der Schatz der Meerjungfrau ist ein deutsch-kanadisch-ungarischer Zeichentrickfilm aus dem Jahr 1995. Der Film wurde am 29. August 1996 im Kino veröffentlicht. Vorlage war der Roman Unglaubliche Abenteuer von Irene Rodrian. Die Musik stammt von dem mehrfachen Oscarpreisträger Giorgio Moroder.

## Handlung
Hexe Hildegard hält Pepolinos Großvater seit dreizehn Jahren in einem Kerker gefangen. Als er ihr endlich verrät, wo sich die Schatzkarte befindet, die sie von ihm haben will, schickt sie das Piraten-Trio Rotbart, Holzbein und Glasauge los, um die Karte zu holen. Schließlich geht es um Gold und Geschmeide von unermesslichem Wert: um die Mitgift der Königin von Saba.
Pepolino will zusammen mit seinem Hund Jacob Fische für das Mittagessen fangen, doch vor lauter Singerei ist er nicht dazu gekommen. So nimmt er einen Umweg durch die Stadt und bezaubert die Menschen mit seinem Gesang. Er hofft dafür Geld zu bekommen, um Fisch zu kaufen, doch ein Mädchen wirft ihm nur eine Rose zu. Die Großmutter ist enttäuscht, dass Pepolino keinen Fische mitbringt und lieber Trobador als Pirat werden will. Als zwei Schiffe im Hafen einlaufen ist überraschend das Schiff seines Großvaters dabei, der seit seiner letzten Fahrt verschollen ist. Pepolinos Großmutter schickt den Jungen sofort zum Hafen, damit er die "Granny Maria" auslösen kann. Pepolino zahlt dem Hafenmeister das Geld und sieht sich auf dem alten Schiff um. Plötzlich hört er eine Stimme: es ist der Papagei Don Poco. Er berichtet ihm von der letzten Schlacht, die sein Großvater bestritten hat. Man wollte die Schatzkarte die sein Großvater vom Schatz der Königin von Saba besitzen soll, aber er hätte sie ihnen nicht gegeben.
Kapitän Babaluk, der die "Granny Maria" mit seiner "Seacat" in den Hafen geschleppt hat, begibt sich zu Pepolinos Großmutter. Auch er will unbedingt die Schatzkarte von ihr, was sie verweigert. Heimlich durchsucht er das ganze Haus. Als sie ihn dabei erwischt, setzt er sie außer Gefecht und verschwindet. Als das Piraten-Trio Rotbart, Holzbein und Glasauge erscheint, behauptet die Großmutter, dass Pepolino die Karte hätte. So ist sie die drei schnell wieder los. Als Pepolino mit Jacob nach Hause zurückkommt und seine Großmutter gefesselt vorfindet, ist er wütend. Die Großmutter berichtet, dass der Kapitän Babaluk ihr die Schatzkarte des Großvaters gestohlen hätte und Pepolino eilt sofort los, um sie zurückzuholen. Doch die Großmutter meint, was solle sie mit einem Fetzen Papier, er solle ihr doch gleich den ganzen Schatz bringen. Da Babaluk mit der "Seacat" bereits ausgelaufen ist, nimmt Pepolino kurzerhand die "Granny Maria" und segelt ihm nach. Seine Schiffsmannschaft besteht aus seinem treuen Hund Jacob, dem Papagei Don Poco und der Schiffsratte Emil.
Kapitän Babaluk studiert inzwischen die Schatzkarte und stellt entsetzt fest, dass er in ein Gebiet segeln muss, der „Bauchnabel des Teufels“ genannt wird, von wo noch nie ein Mensch lebend zurückgekommen sein soll und wo Hexe Hildegard in Unwesen treibt. Pepolino folgt dem Schiff des Kapitäns und vertreibt sich die Zeit auf der Reise mit Gesang. Das hört die Meerjungfrau Mora, die davon so entzückt ist, dass sie den Jungen in ihr Herz schließt. Als Pepolino sie erblickt, verliebt er sich sofort.
Als Pepolino die "Seacat" endlich einholt, schickt er die Ratte Emil hinüber, um die Karte zurückzuholen. Emil findet den Kapitän schlafend vor, doch hat dieser seine dicke Katze Babette dabei, die nun Jagd auf die Ratte macht. Aber Emil gelingt es mit der Karte auf die "Granny Maria" zurückzukommen. Als Babaluk den Diebstahl bemerkt, rudert er seinerseits zu Pepolinos Schiff und fordert die Schatzkarte zurück. Da er droht Jacob zu töten, gibt der Junge ihm die Karte wieder heraus. Pepolino ahnt nicht, dass er dem Schatz näher ist als er denkt und die Karte gar nicht bräuchte. Mora könnte ihn zu ihm führen, doch distanziert sie sich, als sie erfährt, dass Pepolino – genauso wie alle Menschen, die sie kennt – angeblich nur am Gold interessiert ist.
Inzwischen sind auch Rotbart, Holzbein und Glasauge der "Granny Maria" dicht auf den Fersen und überrascht, dass sie ihren Heimatfelsen fast vor Augen haben. Ihr Schiff trifft als erstes auf die "Seacat", die sie mit ihrer Kanone beschießen und zum Sinken bringen. Schiffbrüchig lassen sich Kapitän Babaluk und Babette auf der "Granny Maria" aufnehmen und versenken im Gegenzug das Schiff des Piratentrios. Auf der Schatzinsel angekommen machen sie Pepolino und Babaluk auf die Suche nach dem Schatz, doch auch Rotbart, Holzbein und Glasauge folgen ihnen. Babaluk geht, ohne es zu wissen, direkt auf Hildegards Burg zu und Pepolino muss allein gegen die drei Verfolger kämpfen. Die Hexe nimmt ihn am Ende gefangen und er trifft im Kerker auf seinen tot geglaubten Großvater. Don Poco, der dem Jungen gefolgt ist, will den beiden bei der Flucht helfen. Dabei begegnet ihm Mora, die ihren Teil dazu beiträgt, als sie von Poco erfährt, dass Pepolino nicht am Schatz interessiert ist, sondern nur an ihr. Mit dem Dreizack ihres Vaters Neptun erzeugt sie eine Springflut, die den ganzen Hexenberg zum Einsturz bringt und den Kerker so voll Wasser laufen lässt, dass die Gefangenen schwimmend ein Fenster erreichen und fliehen können. Glücklich gelangen sie zur "Granny Maria" und segeln zurück nach Hause. Unterwegs trifft Pepolino noch einmal auf Mora, der ihr dieses Mal bis unter Wasser folgt und dort in einem untergegangenen Schiff den Schatz entdeckt. Er nimmt jedoch nur eine kleine Kiste von dem Gold mit. Zu Hause angekommen, ist Pepolinos Großmutter überglücklich ihren Lieben wieder bei sich zu haben. Doch Pepolino liefert nur die Schatzkiste für seine Großmutter ab und segelt zurück zu Mora.

## Hintergrund
Der Film wurde komplett als Handanimation gefertigt. Dabei waren 160 Künstler damit beschäftigt 800.000 Zeichnungen anzufertigen. An Material wurden dabei 800 Kilogramm Spezialfarben, 1200 Kilo Pauspapier, 120.000 Stück Cel-Folien, sowie 10.000 Meter Farb-Negativfilm verarbeitet. Als Ergebnis blieben davon 2.303 m übrig.

## Synchronisation
| Rolle                | Sprecher/Sprecherin  |
| -------------------- | -------------------- |
| Babette, Katze       | Maddalina Kerrh      |
| Babaluk, Kapitän     | Hartmut Neugebauer   |
| Don Poco, Papagei    | Thomas Reiner        |
| Emil, Ratte          | Frank Lenart         |
| Fischhändler         | Kai Taschner         |
| Glasauge, Pirat      | Michael Habeck       |
| Granny               | Alice Franz          |
| Hildegard, Hexe      | Doris Gallart        |
| Holzbein, Pirat      | Fred Klaus           |
| Jakob, Hund          | Fritz von Hardenberg |
| Jenny                | Monika Gerganoff     |
| Mora, Meerjungfrau   | Solveig Duda         |
| Pepolino             | Butz Combrinck       |
| Pepolino senior      | Paul Bürks           |
| Pepolinos Verehrerin | Astrid Polak         |
| Romila               | Inge Schulz          |
| Rotbart              | Bernd Stephan        |
| Sannson              | Marian Homrighausen  |
| Stadtschreiber       | Thomas Rau           |

Die Lieder Eines Tages bist du mein und Alle an Bord wurden von Manuel Straube gesungen. Das Lied Der Schatz ist bald mein sangen Hartmut Neugebauer und Ulli Essmann.

## Kritiken
Günter H.Jekubzik bei Filmtabs.de meint: „Der Zeichentrickfilm für Kinder entstand mit europäischem Handwerk, was ihm auch anzusehen ist. Sehr originell gezeichnet sind die Figuren, vom sprechenden Papagei und der treuen Schiffsrate bis zu den drei Piraten. Nur der Held Pepolino bleibt etwas blaß bei dieser Kinderunterhaltung ab sechs Jahren.“
Die Kritiker bei Loewen-kids.de kommen zu dem Urteil: „Ein mit vergleichsweise bescheidenem Aufwand gedrehter Zeichentrickfilm, der sich durch ein fantasievolles Drehbuch und liebenswerte Charaktere auszeichnet.“
Beim Kinderfilmfest 1996 in München durften auch Kinder den Film beurteilen. Christiane und Julia, beide 12 Jahre fanden: „Der Film ist gut gemacht, aber ein bisschen unreal! Ich finde den Film gut, weil ihn auch schon kleinere Kinder verstehen können. Der Film ist auch deswegen gut, weil Pepolino für sich selber sorgen kann und weil er seine eigenen Wege geht. Der Film ist auch witzig und phantasievoll an manchen Stellen. Die Lieder von Pepolino finde ich sehr gut! Uns hat der Film insgesamt gut gefallen, aber er ist mehr für Jüngere.“

## Veröffentlichungen
Der Film wurde 1997 auf VHS veröffentlicht von Warner Home Video.